# Libanon i olympiska sommarspelen 1960
Libanon deltog i de olympiska sommarspelen 1960 med en trupp bestående av 19 deltagare. Ingen av landets deltagare erövrade någon medalj.